# Bratčice
Bratčice (deutsch Bratschitz, früher Bratschütz) ist eine Gemeinde in Tschechien. Sie liegt sechs Kilometer südwestlich von Rajhrad und gehört zum Okres Brno-venkov.

## Geographie
Bratčice befindet sich an der Einmündung der Lejtna (Leittenbach) in die Šatava am Rande der Thaya-Schwarza-Talsenke. Östlich des Dorfes führt die Schnellstraße R 52/E 461 vorbei, die nächste Abfahrt 17 befindet sich bei Ledce.
Nachbarorte sind Tikovice, Ořechov und Hajany im Norden, Syrovice im Nordosten, Sobotovice im Osten, Na Podhrázkém, Ledce und Hrušovany u Brna im Südosten, Medlov im Süden, Němčičky und Pravlov im Südwesten, Dolní Kounice im Westen sowie Mělčany und Silůvky im Nordwesten.

## Geschichte
Archäologische Funde belegen eine frühzeitliche Besiedlung auf dem Gebiet der Gemeinde. So wurde beim Aufschluss der Kiesgrube ein 30.000 Jahre alter Lagerplatz mit Resten von Mammut- und Rentierknochen aufgefunden. Im Dorf wurden Knochen und Schädel, die ein Alter von 5000 Jahren haben, sowie slawische Keramikreste aus dem 7. Jahrhundert gefunden.
Das heutige Dorf bestand wahrscheinlich bereits im 12. Jahrhundert und gehörte zum Kloster Rosa Coeli. Die erste schriftliche Erwähnung von Bratčice erfolgte 1537 in der Klosterchronik in einem Bericht über den Verkauf mehrerer Dörfer des erloschenen Klosters durch Ferdinand I. an den böhmischem Vizekanzler Jiří Žabka von Limberg. Nachfolgend wechselten sich verschiedene mährische Adelsgeschlechter als Besitzer des Dorfes ab. Dazu gehörte u. a. der Gefreite Svatoš Jeník, der durch Rudolf II. in den Vladikenstand erhoben wurde und das Prädikat Jeník von Bratřice annahm. Später wurde Bratčice wieder an die Herrschaft Kounice angeschlossen. Im Laufe der Zeit wurde der Ort als Bratřice, Bračice, Braczicz und Bratschütz bezeichnet.
Nach der Aufhebung der Patrimonialherrschaften bildete Bračice ab 1850 eine Gemeinde in der Bezirkshauptmannschaft Auspitz. Seit 1923 wird der Ort als Bratčice bezeichnet. Zwischen 1948 und 1960 gehörte die Gemeinde zum Okres Židlochovice. Nach dessen Aufhebung wurde Bratčice dem Okres Brno-venkov zugeordnet. 1980 wurde Bratčice zusammen mit Sobotovice und Ledce nach Syrovice eingemeindet. Seit 1990 besteht die Gemeinde Bratčice wieder und seit 2000 führt sie ein Wappen und Banner.
Südlich des Dorfes befinden sich eine große tertiäre Sandlagerstätte sowie ein Mergel- und Tonvorkommen. Zeitweilig arbeiteten in Bratčice vier Ziegeleien. Nördlich des Ortes wurde Diorit gebrochen. Heute wird weiterhin Sand abgebaut.

## Gemeindegliederung
Für die Gemeinde Bratčice sind keine Ortsteile ausgewiesen.

## Sehenswürdigkeiten

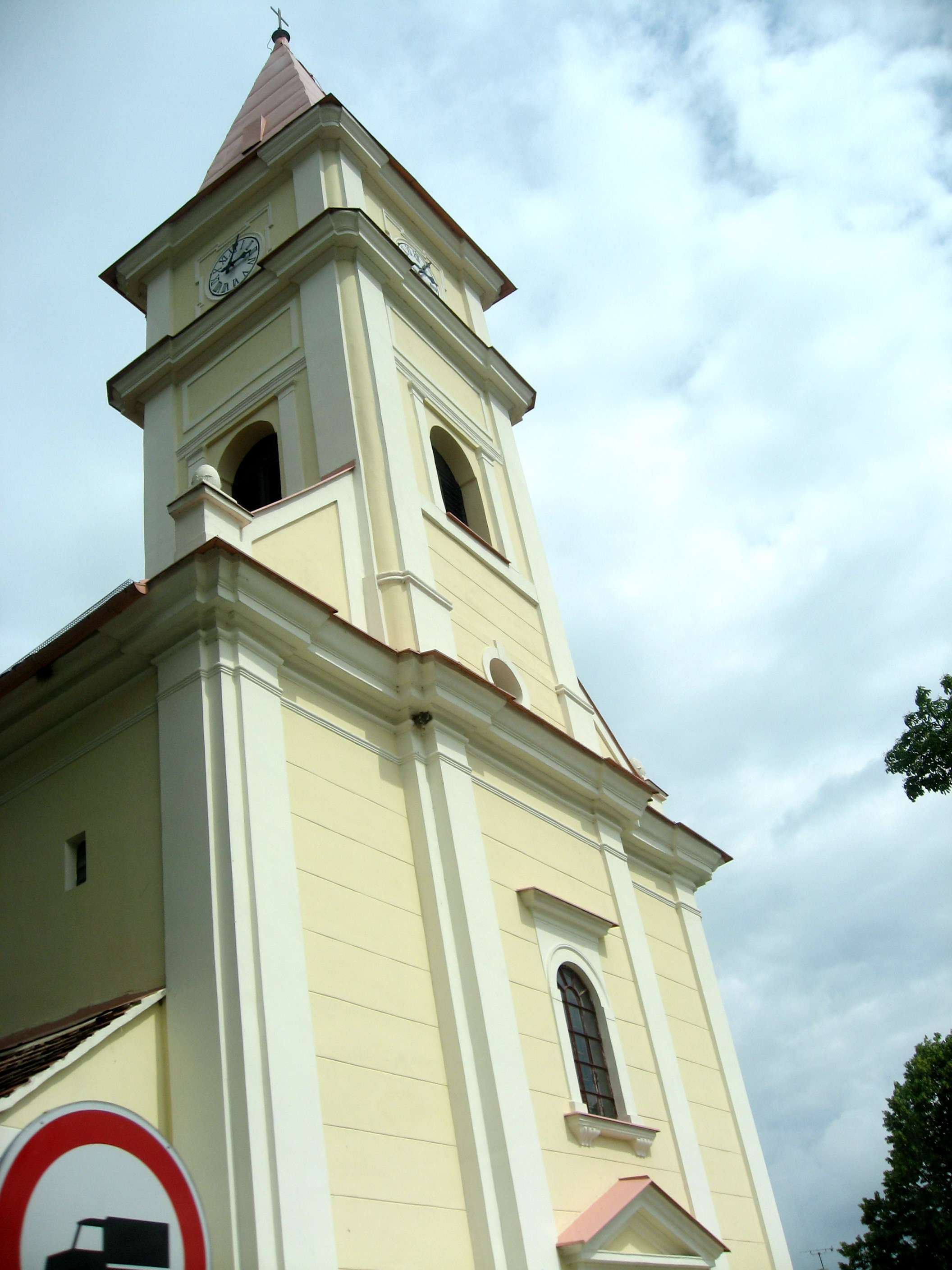
Kirche der hl. Dreifaltigkeit

- Kirche der hl. Dreifaltigkeit, erbaut 1779. Ihre heutige Gestalt erhielt sie zum Ende des 19. Jahrhunderts.
- Statue des hl. Johannes von Nepomuk, aus dem Jahre 1786
- Statue des hl. Florian
- Geburtshaus der Brüder Josef und Vilém Jakš